# Facciamo la festa a Pluto
Facciamo la festa a Pluto (Pluto's Party) è un film del 1952 diretto da Milt Schaffer. È un cortometraggio animato della serie Mickey Mouse, prodotto dalla Walt Disney Productions e uscito negli Stati Uniti il 19 settembre 1952, distribuito dalla RKO Radio Pictures. È stato distribuito anche coi titoli Compleanno di Pluto e, dal 1990, La festa di Pluto. 
Nel 1978 fu inserito nel film di montaggio Buon compleanno Topolino.

## Trama
È il compleanno di Pluto, così Topolino organizza una festa in giardino e gli fa un bagno. Quando gli invitati, ossia i nipoti di Topolino, arrivano regalano a Pluto un piccolo carretto e trattano il cane come un cavallo facendoglielo trainare. Dopo che i bambini hanno causato a Pluto una serie di disavventure, arriva il momento della torta, della quale gli invitati mangiano tutte le fette, senza lasciarne a Pluto. Il cane si arrabbia a tal punto da gettare via i piatti, fino a che Topolino non gli dà una fetta della torta che era riuscito a salvare. Così Pluto la mangia felicemente, leccando Topolino per ringraziarlo.

## Distribuzione

### Edizione italiana
Il corto uscì in Italia nel 1958 in lingua originale. In seguito venne ridistribuito il 15 aprile 1965 col titolo Compleanno di Pluto per l'inclusione nel film di montaggio L'allegra parata di Walt Disney. Nel 1985 fu incluso nella VHS Le avventure di Pluto con un doppiaggio ad opera della Effe Elle Due sotto la direzione di Franco Latini, mentre cinque anni dopo apparve nella riedizione di Le avventure di Pluto con un altro doppiaggio ad opera della Royfilm in collaborazione con il Gruppo Trenta che è poi stato usato in DVD. Fu infine nuovamente doppiato nel 2012 dalla stessa società e diretto da Leslie La Penna su dialoghi di Nunziante Valoroso per essere trasmesso all'interno del programma Topolino che risate.

### Cinema
- Pluto's Party (1958)[3]
- L'allegra parata di Walt Disney (15 aprile 1965)[1]

### Edizioni home video

#### VHS
- Le avventure di Pluto (gennaio 1985)[4]
- Le avventure di Pluto (febbraio 1990)
- Qua la zampa, Pluto (giugno 2000)[7]

#### DVD
Il cortometraggio è incluso nel DVD Walt Disney Treasures: Topolino star a colori - Vol. 2.